# Mozartkugel

Mozartkugeln verschiedener Hersteller

Die Mozartkugel ist eine Süßware aus Schokolade, Pistazien, Marzipan und Nougat. Sie wurde nach eigenen Angaben im Jahr 1890 vom Salzburger Konditor Paul Fürst kreiert und nach dem fast 100 Jahre zuvor verstorbenen Komponisten Wolfgang Amadeus Mozart benannt. Der ursprüngliche Name war Mozart-Bonbon.
Die nach dem Originalrezept von Hand zubereiteten Original Salzburger Mozartkugeln werden seitdem von der Konditorei Fürst aus Salzburg hergestellt und nur in deren Geschäften verkauft sowie im Internet zum Versand angeboten. Mangels Schutzrechten der Konditorei Fürst gibt es inzwischen zahlreiche Nachahmerprodukte, die vor allem industriell hergestellt werden.

## Das Original

### Ursprung

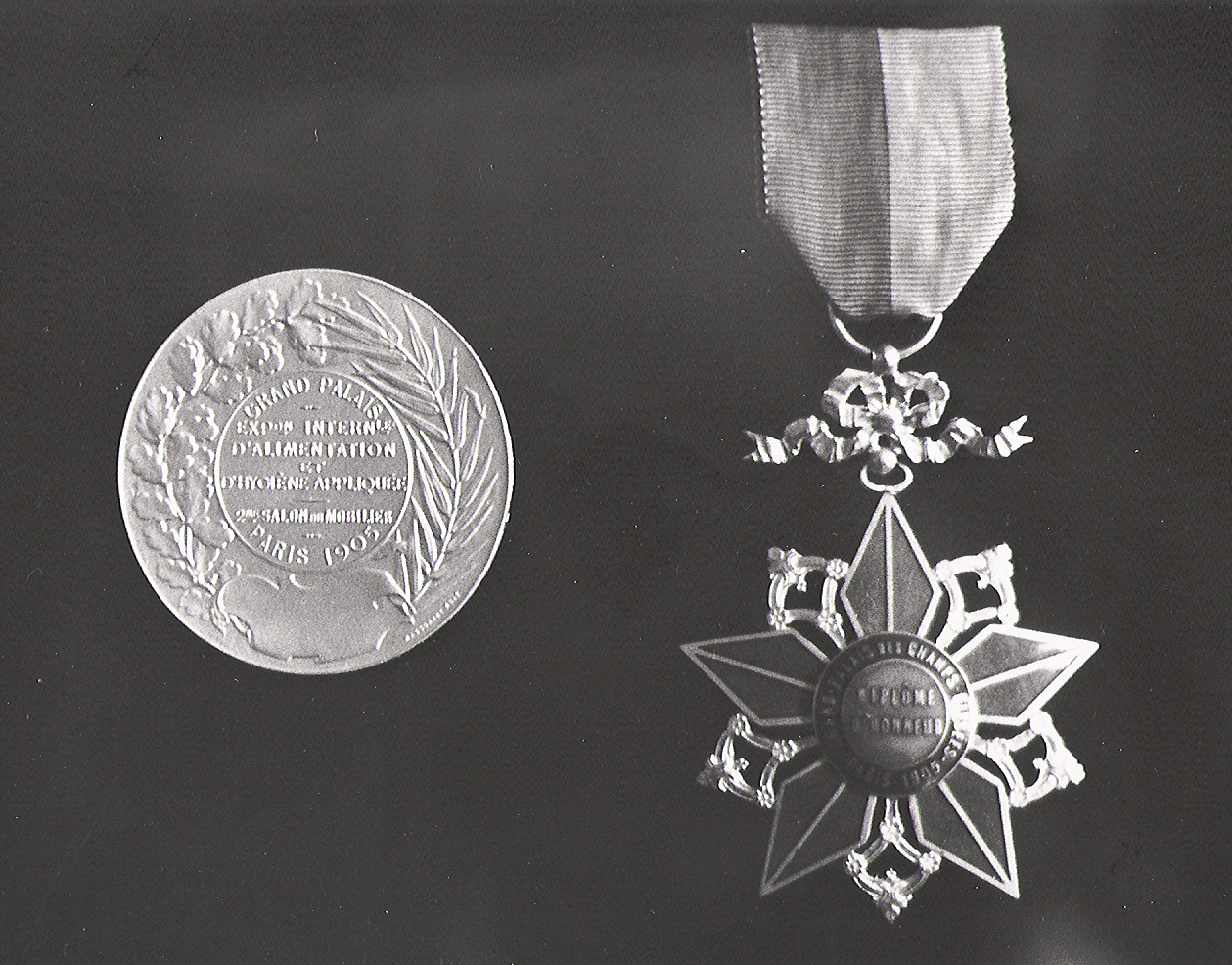
Goldmedaille, Paris, 1905

Der 1884 nach Salzburg gekommene Konditormeister Paul Fürst eröffnete ein eigenes Geschäft in der Brodgasse 13. Im Jahr 1890 stellte er erstmals das Mozart-Bonbon vor, das er später als Mozartkugel in größeren Stückzahlen produzierte. Fürsts Leistung war die Kreation einer kugelrunden, an keiner Stelle abgeflachten Praline. Im Jahr 1905 präsentierte Paul Fürst die Mozartkugel bei der Pariser Ausstellung Exposition Internationale d’Alimentation et d’'Hygiène Appliquée und erhielt dafür eine Goldmedaille.

### Originalrezept

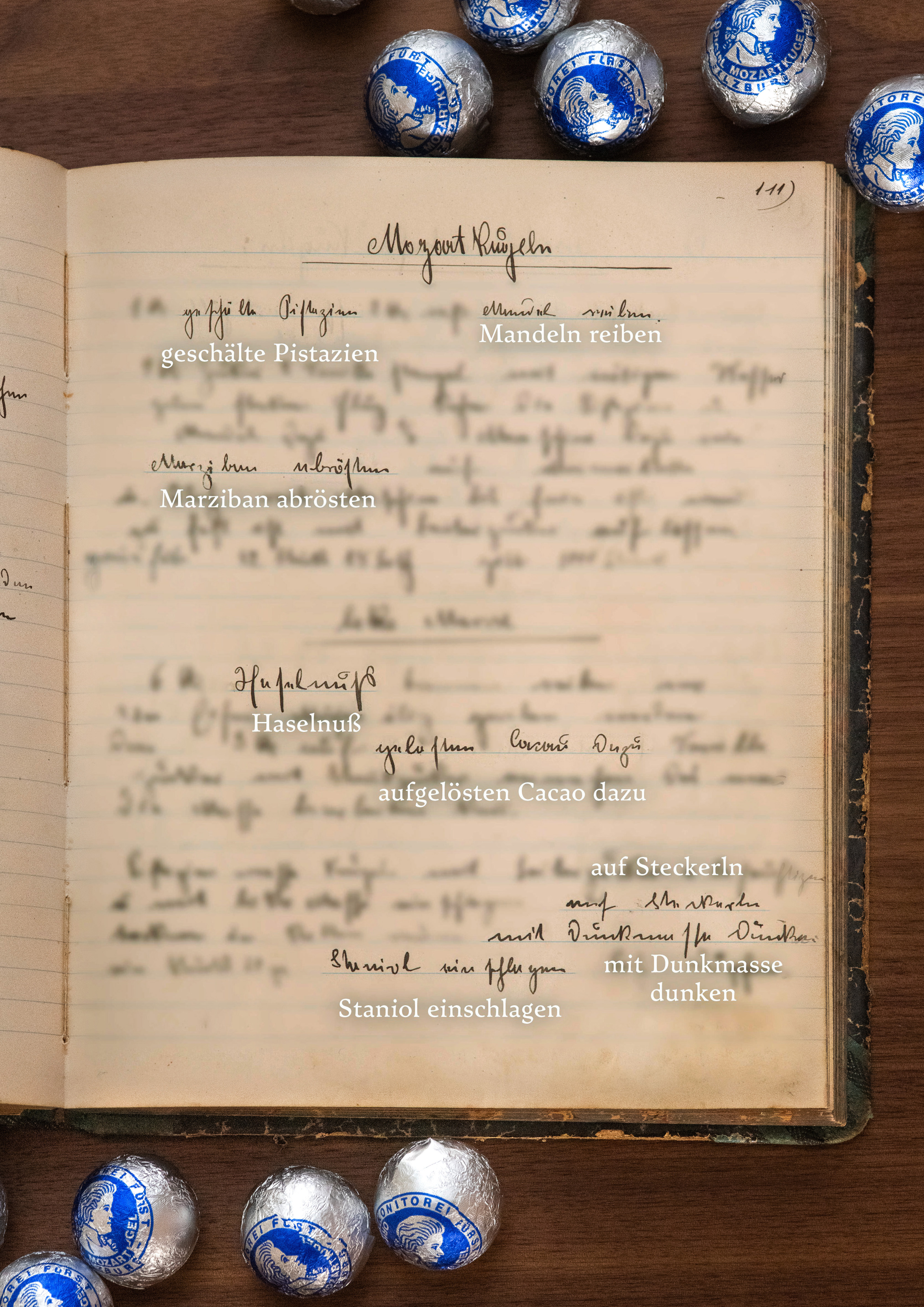
Historisches Rezept aus der Backstube des Paul Fürst

auf Steckerln, mit Dunkmasse dunken, Staniol einschlagen
Die Original Mozartkugeln werden von der Konditorei Fürst stetig nach dem Originalrezept und nach der Originalmethode manuell hergestellt:
Zunächst wird eine Kugel aus grünem Pistazien-Marzipan, umgeben von Nougat, geformt. Diese Kugel wird dann auf ein Holzstäbchen gesteckt und in dunkle Kuvertüre getaucht. Anschließend wird das Stäbchen zum Abkühlen und Erhärten der Masse senkrecht – mit der Kugel nach oben – auf Plattformen aufgestellt. Zum Schluss wird das Stäbchen entfernt, das verbleibende kleine Loch mit Kuvertüre gefüllt und mit blau-silberner Alufolie umwickelt. Auf diese Weise werden von den Mitarbeitern der Konditorei Fürst eigenen Angaben zufolge circa 2,75 Millionen Mozartkugeln pro Jahr handgefertigt.
Die Konditorei Fürst präsentierte im Mai 2025 einen Auszug aus dem historischen Rezeptbuch der Backstube des Paul Fürst (siehe Bild). Auf diesem wurde in Kurrentschrift das Rezept der Original Salzburger Mozartkugel festgehalten und man kann folgende Zutaten und Herstellungsschritte lesen: 
- geschälte Pistazien, Mandeln reiben, Marziban abrösten
- Haselnuß, aufgelösten Cacao dazu.

### Auszeichnungen im 21. Jahrhundert
Das Fachmagazin Der Feinschmecker wählte in der Ausgabe 01/2006 bei einem Test verschiedener Mozartkugeln die Original Salzburger Mozartkugel auf den ersten Platz. Angemerkt wurde dazu, sie sei handgemacht und weise einen Nougatgeschmack mit einer leicht bitteren Marzipan-Pistazien-Note auf. Beim 2. Internationalen Trüffelwettbewerb der Konditorenfachmesse ÖKONDA in Wels wurde im September 2005 der Original Salzburger Mozartkugel eine Goldmedaille verliehen.

## Der Name

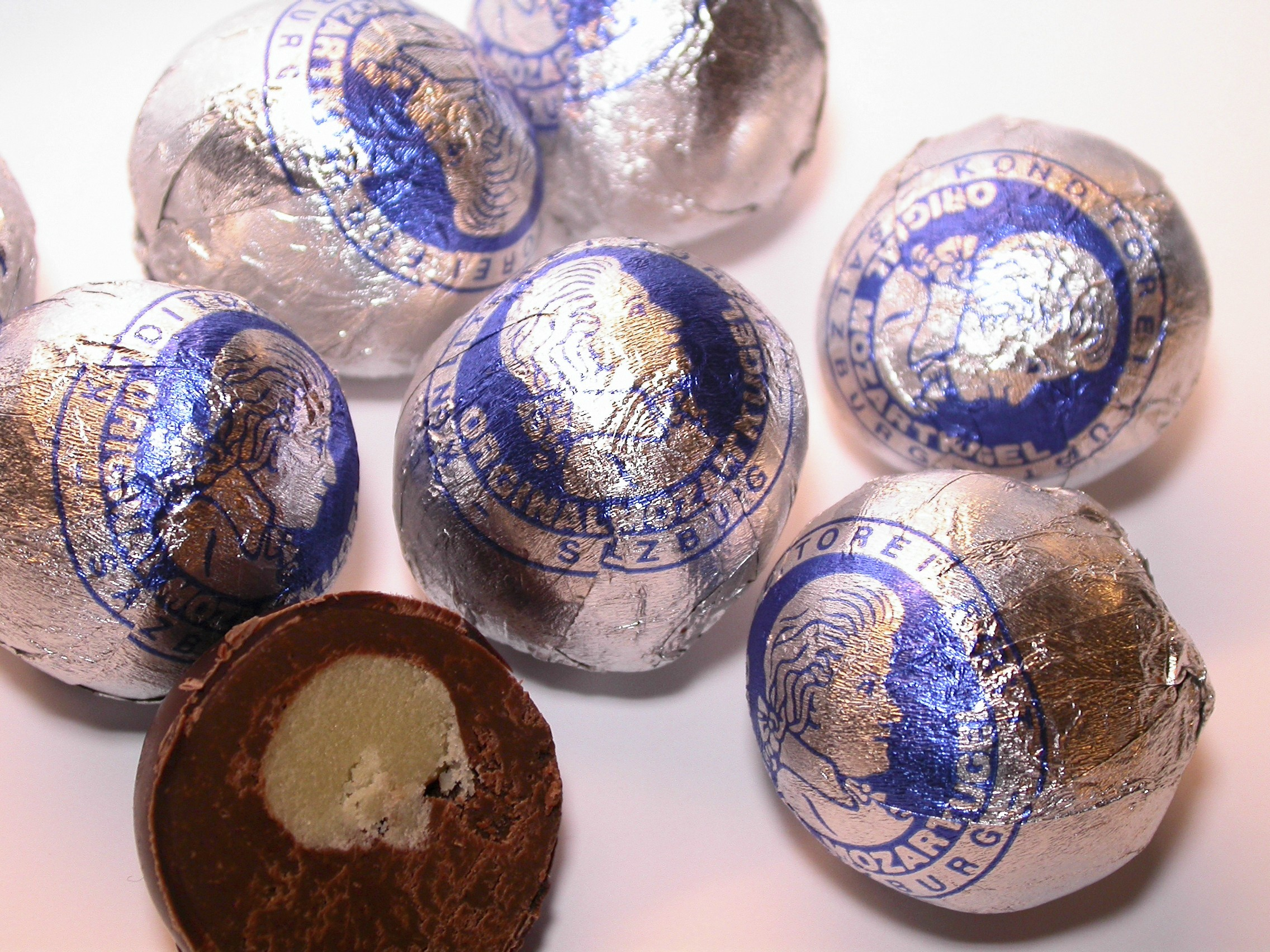
Handgefertigte „Original Salzburger Mozartkugeln“ der Konditorei Fürst

### Namensentstehung
Seit der Enthüllung des Mozartdenkmals im Jahre 1842 verwendete man den Namen Mozart für viele unterschiedliche Produkte. Es gab unter anderem Mozartbrot, Mozartwein und Mozart-Schuhcreme. Es gab auch Produkte mit dem Namen Mozartkugel. Bei Letzteren handelte es sich um ein Stückdessert aus Biskuitmasse oder Chocolade-Creme-Kugeln. 
Die 1890 von Paul Fürst als Mozart-Bonbon erfundene Spezialität unterschied sich wesentlich (Nougat, Pistazienmarzipan, dunkle Kuvertüre) von den oben genannten Produkten und wurde zunächst von anderen Confiserien in der Stadt kopiert, wie etwa von den heute noch bestehenden Konditoreien Holzermayr und Schatz. Letztere – 1880 von Carl Schatz gegründet – verkaufte um 1900 diese Pralinen erstmals als Mozartkugeln, ein Name, der sich in Salzburg schnell durchsetzte.

### Namensrechte
Die vielen Mozartkugel-Nachahmungen führten schließlich zu einem von Paul Fürsts Nachfahren angestrengten Rechtsstreit, der sich mit den Namensrechten, nicht mit dem Rezept, befasste. Die Auseinandersetzungen betrafen zunächst nur Salzburger Konditoreibetriebe, dann auch die Konkurrenz aus Deutschland. Es kam schließlich zu einer Einigung: Die Konkurrenten müssen sich mit anderen Namen begnügen, so etwa das in Grödig bei Salzburg beheimatete Unternehmen Mirabell mit Echte Salzburger Mozartkugeln, nach Übernahme durch Salzburg Schokolade 2014 Mirabell [...] Mozartkugeln (Insolvenz am 29. November 2021), oder das bayerische Unternehmen Reber mit Echte Reber Mozart-Kugeln.
Im Jahr 1996 wurde ein Urheberstreit zwischen Fürst und einer Tochtergesellschaft des Schweizer Lebensmittelkonzerns Nestlé – die eine „Original Austria Mozartkugel“ auf den Markt bringen wollte – in dritter Instanz entschieden: Nur die Produkte der Konditorei Fürst dürfen Original Salzburger Mozartkugel genannt werden.

## Handwerkliche Herstellung
Neben den Mozartkugeln der Konditorei Fürst sind in der Stadt Salzburg auch jene der Konditorei Schatz (im Schatz-Durchgang vom Universitätsplatz zur Getreidegasse, gleich nach dem Ritzerbogen), jene der seit 1865 bestehenden Confiserie Josef Holzermayr (am Alten Markt) und jene (nach eigener Rezeptur) vom Café Habakuk (Linzer Gasse 26) bekannt.
Auch die in St. Gilgen am Wolfgangsee ansässige Konditorei Dallmann stellt nach dem Originalrezept Fürsts in Handarbeit Mozartkugeln her. Sie sind wie die Fürst-Kugeln in silbergraues Stanniolpapier mit blauem Aufdruck eingewickelt. Dort wird auch ein Mozartkugel-Seminar angeboten, bei dem sich die Teilnehmer zum diplomierten Mozartkugel-Fachmann/Fachfrau ausbilden lassen können.
Einem Gerichtsurteil vom Dezember 2017 zufolge darf nur die Konditorei Fürst die Mozartkugel in silbernes Stanniolpapier mit blauem Aufdruck einwickeln.

## Die industriellen Hersteller

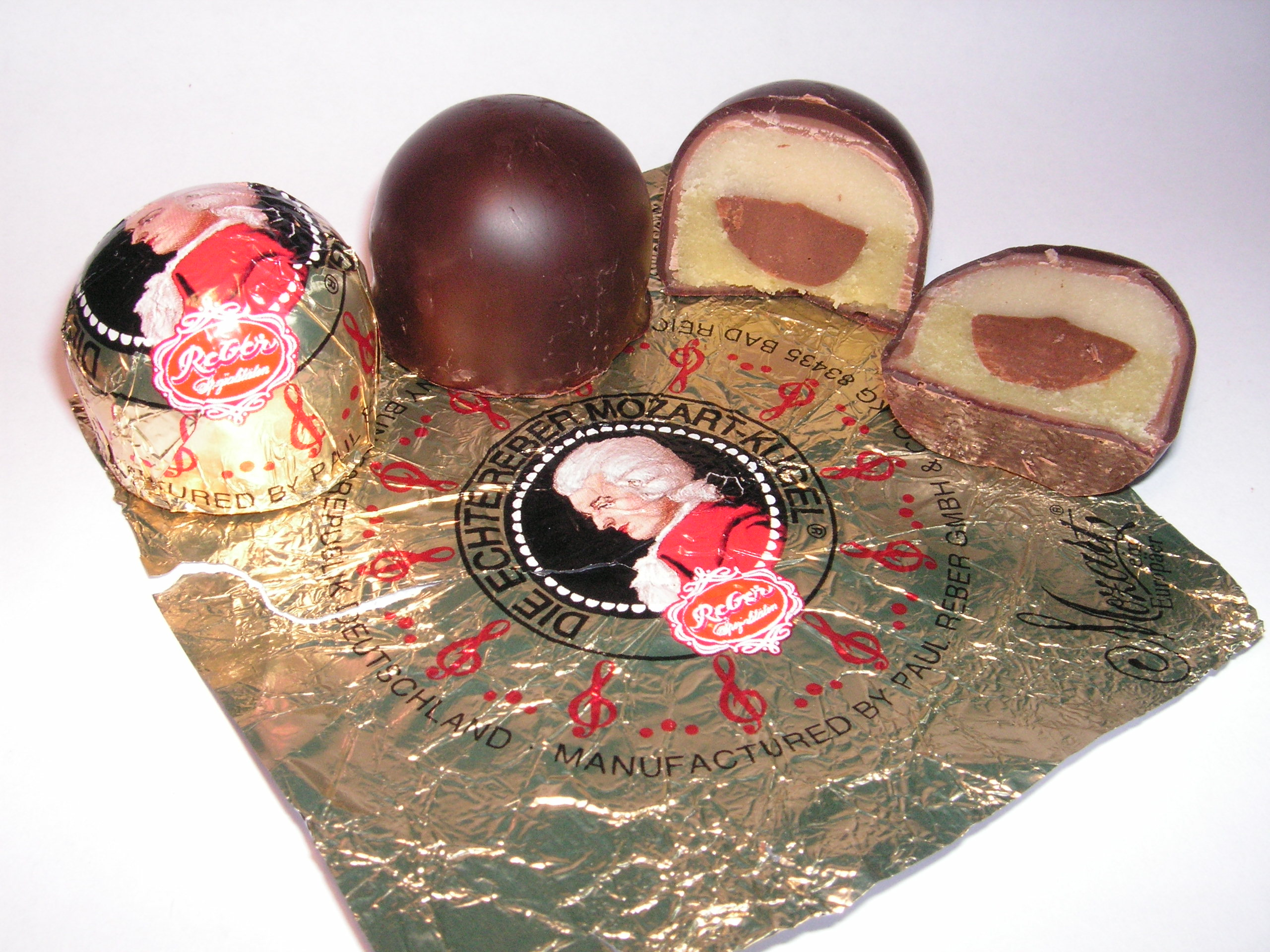
Echte Reber Mozart-Kugeln

Bereits kurz nach ihrer Präsentation in Paris kopierten andere Salzburger Konditoren die schnell beliebt gewordene Mozartkugel und auch die gerade sich entwickelnde Süßwarenindustrie begann bald, diese beliebte Spezialität herzustellen, denn Fürst hatte sich den Namen Mozartkugel nicht schützen lassen.
Die heute führenden industriellen Mozartkugelhersteller, Reber und Mirabell, waren bis zum Jahr 2024 auf dem Gebiet der EuRegio Salzburg – Berchtesgadener Land – Traunstein ansässig, aufgrund der Insolvenz von Mirabell im Jahr 2024 wurde die Produktion am Salzburger Standort in Grödig im Dezember 2024 eingestellt. Die industriell hergestellten Mozartkugeln befolgen nicht das Originalrezept, sondern basieren auf Varianten. Außerdem sind sie im Volumen kleiner als das Original und meistens auf einer Seite geplättet. Bei den Mozartkugeln des Weltmarktführers, des deutschen Unternehmens Reber, befindet sich der Nougat in der Mitte und ist zur einen Hälfte von weißem, zur anderen von grünem Marzipan umhüllt, außerdem sind sie durch die Fertigung am Fließband an einer Stelle stark geplättet und nicht annähernd rund. Bei den Mozartkugeln der Marke Mirabell ist der grüne Marzipankern ringförmig von dunkler und heller Nougatcreme umgeben. Bei den Hofbauer- und Manner-Mozartkugeln ist der Nougatkern innen und dieser vom Pistazien-Marzipan umschlossen, außerdem ist die Hofbauerkugel unten platt. Bei Hofbauer besteht der Mantel je nach Sorte aus Zartbitter-Schokolade (Hofbauer rot) oder Vollmilchschokolade (Hofbauer blau). Die Mozartkugeln des deutschen Unternehmens Lambertz sind ebenfalls an einer Seite geplättet, ein Haselnuss-Nougat-Kern wird von Pistazien- sowie Mandel-Marzipan umhüllt, darüber liegt eine Schicht von Zartbitter-Schokolade. Sowohl bei Mirabell wie bei Reber wird betont, in der Produktion weder Konservierungsstoffe, noch Farbstoffe oder künstliche Aromen zu verwenden.

### Deutschland
Der mit Abstand weltgrößte Produzent für Mozartkugeln ist die Paul Reber GmbH & Co. KG aus dem bayerischen Bad Reichenhall. Reber produziert jährlich mehr als 180 Mio. Kugeln (500.000 täglich) und hat – Stand 2020 – in Deutschland einen Marktanteil von ca. 90 %.
Ab 1931 stellte das Unternehmen Dreher Mozartkugeln her und war damit der erste deutsche Hersteller von Mozartkugeln.
Seit 2000 gehört auch die Halloren Schokoladenfabrik AG in Halle (Saale) nach Übernahme und Verschmelzung der 1880 gegründeten Münchener Confiserie Dreher zu den Produzenten von Mozartkugeln. Mozartkugeln produzieren außerdem die Unternehmen Lambertz in Aachen, unter anderem für Aldi bzw. Hofer, und Schluckwerder im niedersächsischen Adendorf, z. B. für Norma. Der deutsche Süßwarenvertrieb Hussel hat die Mozartkugeln „Vienna“ im Sortiment.

### Österreich

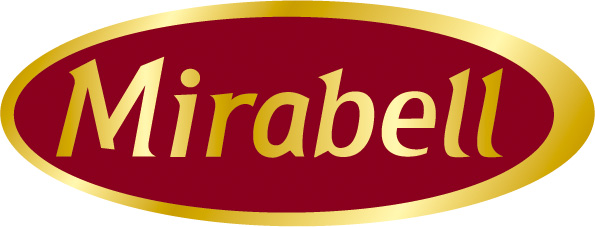
Logo von Mirabell

Die Rechte an der Mozartkugelmarke Mirabell hat der amerikanische Lebensmittelkonzern Mondelez und ist damit der größte Vertreiber in Österreich industriell produzierter Mozartkugeln. Die Kugeln werden nicht selbst produziert, sondern zugekauft. Der eigenständige Kugel-Lieferant und -Hersteller „Salzburg Schokolade GmbH“ in Grödig bei Salzburg ging im November 2021 coronabedingt wegen des Wegfalls vieler Anlässe zum Beschenken sowie fehlender Touristenströme in die Insolvenz. Nach der Insolvenz im Jahr 2021 und einer kurzzeitigen Übernahme durch die rumänische KEX Confectionery-Gruppe, musste das Unternehmen nun endgültig seine Produktion einstellen. Die Gründe für das Aus sind vielfältig: gestiegene Rohstoffpreise, insbesondere eine Verdreifachung des Kakaopreises, der Verlust eines Großkunden und ein zu großer Produktionsstandort. Es zeichnete sich eine Fortführung durch Übernahme von Salzburger Schokolade durch Heidi Chocolat ab, die auch Mondelez mit trägt. Ende 2024 schloss das Werk in Grödig. Wo künftig die Mirabell-Mozartkugel produziert wird, wurde von Mondelez nicht mitgeteilt.
Nachdem die Produktion zum Jahreswechsel 2024/25 nach Osteuropa ausgelagert worden war und im Rahmen des Sanierungsverfahrens bis Februar 2025 alle Schulden beglichen werden sollten, musste das Unternehmen Salzburg Schokolade im Mai 2025 erneut Insolvenz anmelden.
Eigenen Angaben zufolge wurden pro Jahr über 90 Millionen Mozartkugeln industriell produziert und in über 30 Länder exportiert. Laut Unternehmensangaben sollen seit 1945 insgesamt 1,5 Milliarden Mozartkugeln von Mirabell hergestellt worden sein. Mirabell geht auf das Salzburger Unternehmen Rajsigl zurück. Es war das erste, das komplett runde Mozartkugeln maschinell herstellen konnte. Die Marke darf als einziger industrieller Hersteller konzentrische Kugeln vertreiben. Alle anderen Großhersteller müssen ihre Mozartkugeln leicht abgeflacht produzieren. Ursprünglich schmückte der Hersteller seine Mozartkugeln mit einem Abbild des Komponisten, das sich an ein zeitgenössisches Gemälde anlehnte; im Lauf der Jahre wurde das Mozartporträt aus Werbegründen signifikant verjüngt; die alte Abbildung ist nahezu komplett aus der Wahrnehmung verschwunden. Seit den späten 2010er Jahren sind auch Mozartkugeln mit dem Abbild von Constanze Mozart auf dem Markt.
Ein weiterer Hersteller ist die Confiserie Heindl in Wien.
Weiters gibt es die zur Schweizer Lindt & Sprüngli gehörende Marke Hofbauer in Wien, die Varianten mit Milch- und Zartbitterschokolade anbietet. Austria Mozartkugeln Victor Schmidt werden zudem von Manner mit Produktionsstandorten in Wien, Wolkersdorf und Perg produziert.

### Rechtsstreit
Zwischen den Mozartkugel-Herstellern Mirabell bzw. österreichischen Regierungsvertretern und Reber entbrannte Ende der 1970er Jahre ein Rechtsstreit um die Markenrechte. 1981 hatten österreichische Regierungsbeamte versucht, ein Abkommen zu erwirken, das nur österreichische Produzenten zur Herstellung und zum weltweiten Export von Mozartkugeln berechtigen sollte. Reber hatte seinerzeit dagegen protestiert. Die Mozartkugel-Frage beschäftigte auch den Bonner Bundestag. Schließlich entschied auch der Europäisches Parlament in Brüssel über den Streitfall, die Beamten „wiesen das Vertragswerk ab.“

## Rezeption in der Kunst (Auswahl)

### Bildhauerei
Im Winter 2005/06 und Frühjahr 2006 wurden in der Salzburger Altstadt 75 bzw. 80 überdimensionale, im Durchmesser etwa 1,60 Meter große, aus Polyester gefertigte Mozartkugeln ausgestellt, die von 24 Künstlern gestaltet worden waren. In der Nacht vom 27. zum 28. März 2006 war diese Aktion von einem Vandalenakt betroffen. Unbekannte montierten in der Franziskanergasse eine der Kugeln vom Boden ab, auf dem sie mit Schrauben befestigt war. Danach rollten die Täter die Kugel auf die Straße, wobei ein Schaden von rund 7000 Euro entstand. Im Mai 2006 wurde 24 der Kugeln nach Wien gebracht – zwölf am Wiener Westbahnhof und zwölf am Universitätscampus, dem Alten AKH – und danach bis Ende des Jahres 2006 versteigert. Die Kugeln als Kunstwerke hatte allesamt eigene Namen und hießen beispielsweise Anbetung oder Einmozarteinbadgasteinmozarteinbadgastein. Als weitere Stationen der Kugeln wurden in einem Bericht in Der Standard vom März 2006 auch noch Baden, Paris, Stuttgart und Koblenz angeführt.

### Film
- 2006: Mozartballs. Regie: Larry Weinstein[31]
- 1996: Stockinger – Salzburger Kugeln. Regie: Jörg Grünler[32]

### Fotografie
- 2012: Im Jahr 2012 entstanden Fotos für das Mozartprojekt des Fotokünstlers Stefan Dokoupil in Zusammenarbeit mit Roman Gregory.[33]